# Pierrette Herzberger-Fofana

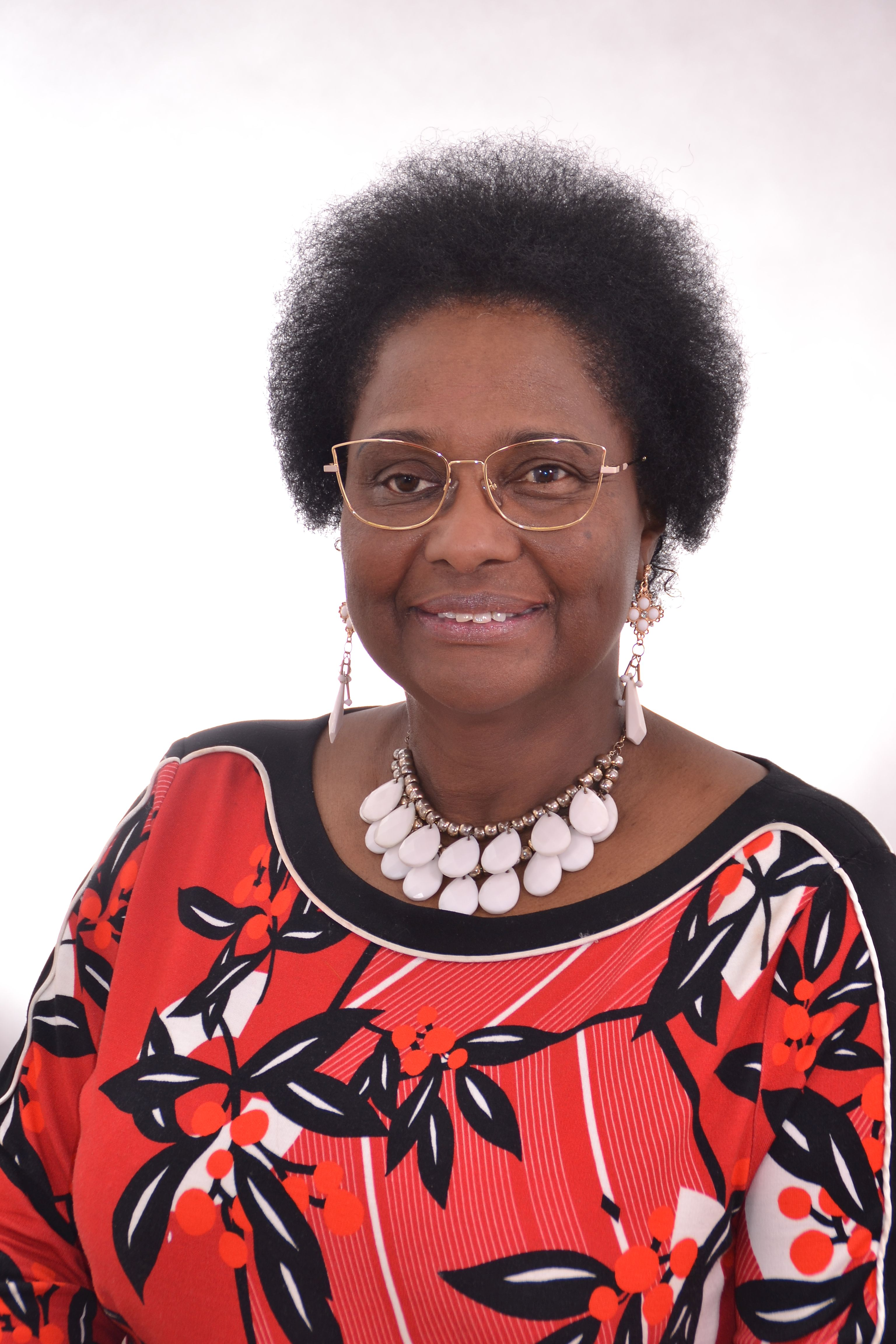
Pierrette Herzberger-Fofana (2019)

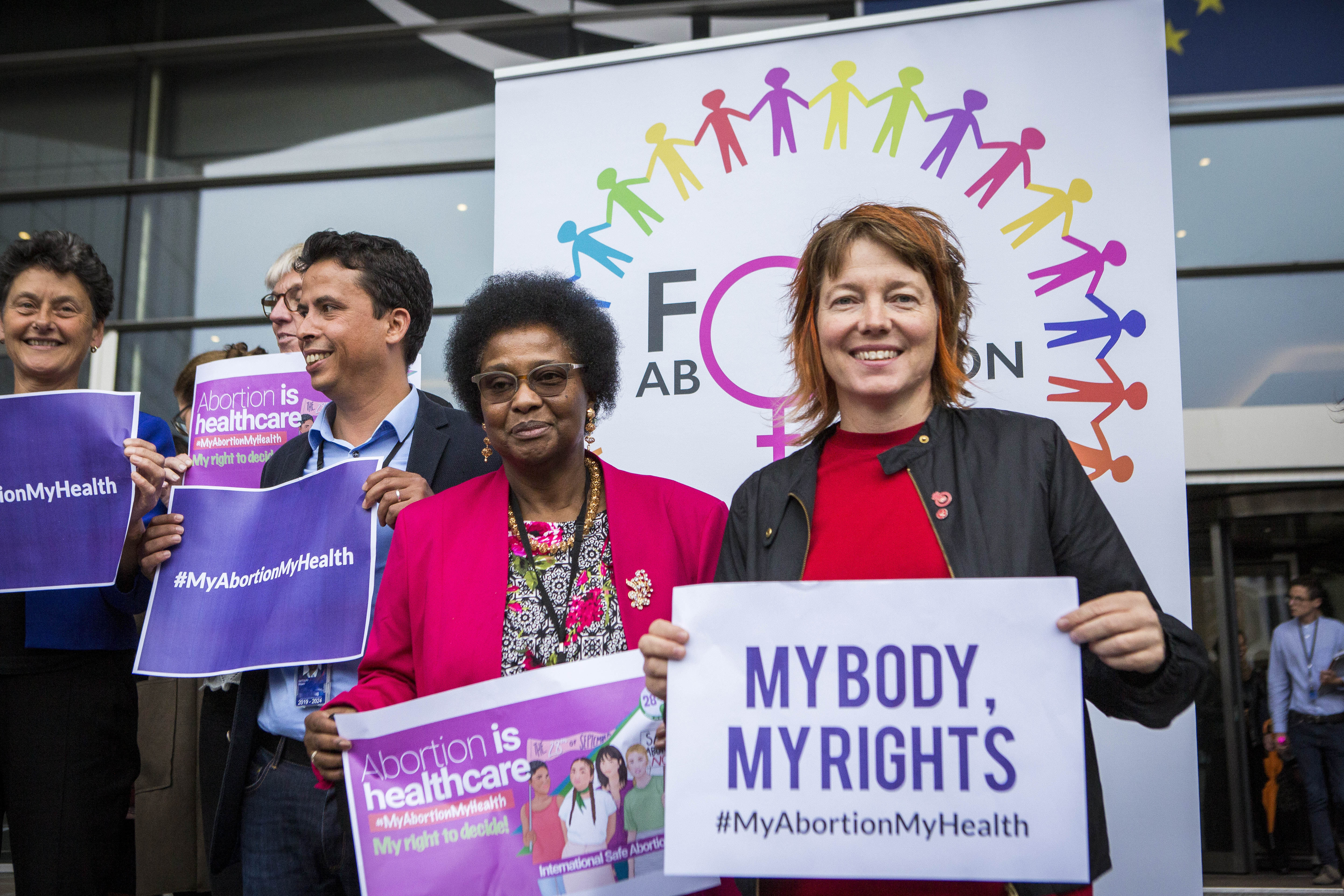
Herzberger-Fofana samen met Malin Björk en andere parlementsleden tijdens een bijeenkomst voor het Europees Parlement (2019)

Pierrette Gabrielle Herzberger-Fofana (Bamako, 20 maart 1949) is een Duitse politicus van Bündnis 90/Die Grünen en lid van het Europees Parlement.

## Leven
Herzberger-Fofana groeide op in Senegal. Ze studeerde in Parijs af in de Duitse sociolinguïstiek en behaalde een diploma aan de Universiteit van Trier. Ze promoveerde aan de Universiteit van Erlangen-Neurenberg aan de hand van een proefschrift over vrouwenliteratuur in het Franstalige Sub-Sahara Afrika.
In 2005 werd Herzberger-Fofana voor het eerst verkozen in de gemeenteraad van Erlangen. In 2009 ontving ze de Helene-Weber-Preis. Ze is bestuurslid van DaMigra, de overkoepelende organisatie van immigrantenorganisaties.
Herzberger-Fofana kon intrek nemen in het Europees Parlement door op de 21e plaats in de Europese lijst van Bündnis 90/Die Grünen te staan voor de Europese verkiezingen van 2019 in Duitsland. Ze is sindsdien lid van de Commissie ontwikkelingssamenwerking.
Naast haar commissietaken maakt Herzberger-Fofana deel uit van de delegaties van het Parlement voor de betrekkingen met het Pan-Afrikaanse parlement en de Parlementaire Commissie Cariforum-EU. Ze is ook medevoorzitter van de Intergroep voor Antiracisme en Diversiteit van het Europees Parlement.
In juni 2020 werd ze, naar eigen zeggen, slachtoffer van politiegeweld door de Brusselse politie. Een onderzoek is ingesteld. Eind juni is er door de Brusselse politie tegen Pierrette Herzberger-Fofana een aanklacht ingediend wegens smaad vanwege haar "valse" beschuldigingen jegens de Brusselse politie, door haar geuit in het Europarlement.
Ze heeft drie kinderen.

## Boeken
- Écrivains africains et identités culturelles: entretiens, Stauffenburg, 1989, ISBN 3-923721-92-7
- Literatuur vrouwelijke Franstalige d'afrique noire, Editions L'Harmattan, 2001, ISBN 978-2738499059
- Die Nacht des Baobab. Zur Situation der ausländischen Frau am Beispiel von Afrikanerinnen in Deutschland In: Afro-Look: eine Zeitung von schwarzen Deutschen, Band 8, 1992/93, S.   14-15. 1992 (betoog voor de Internationale Vrouwendag)
- Berlin 125 Jahre danach: Eine fast vergessene deutsch-afrikanische Geschichte, aa-infohaus, 2010, ISBN 978-3200020122